# Haitianisch-kanadische Beziehungen
Die Haitianisch-kanadischen Beziehungen beschreiben das bilaterale Verhältnis zwischen der Republik Haiti und Kanada sowie deren Entwicklung.

Die beiden Länder nahmen im Jahr 1954 diplomatische Beziehungen auf. Kanada ist ein bevorzugtes Ziel haitianischer Migranten, die vor allem in der französischsprachigen Provinz Quebec leben. Kanada ist in der Entwicklungszusammenarbeit und bei der Durchführung von Stabilisierungsmaßnahmen einer der wichtigsten Partner Haitis. Beide Länder gehören der Organisation Amerikanischer Staaten (OAS), den Vereinten Nationen (UN) und der Frankophonie (Organisation internationale de la Francophonie; OIF) an. Sie sind die einzigen Länder des amerikanischen Kontinents, in denen Französisch Amtssprache ist.

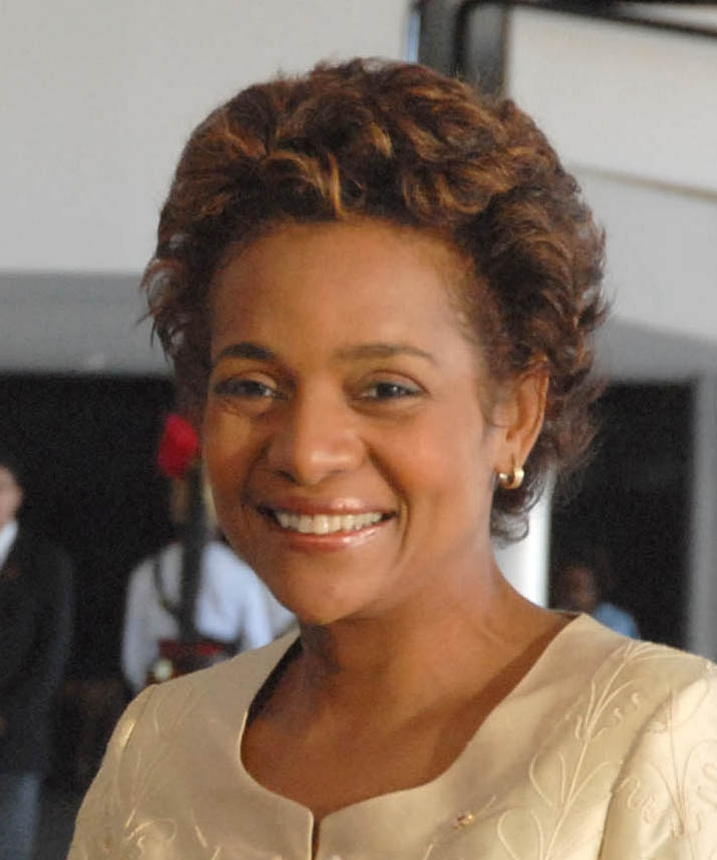
Michaëlle Jean, geb. 1957 in Port-au-Prince, Generalgouverneurin von Kanada von 2005 bis 2010

Vom 27. September 2005 bis zum 30. September 2010 war die in Port-au-Prince als Haitianerin geborene Michaëlle Jean als Vertreterin der britischen Krone Generalgouverneurin und damit de facto Staatsoberhaupt von Kanada.

## Geschichte
Haiti erlangte im Jahr 1804 die Unabhängigkeit von der Kolonialmacht Frankreich, während die britische Kolonie Kanada im Jahr 1867 Dominion mit Teilautonomie wurde und erst durch das Statut von Westminster von 1931 gesetzgeberische Unabhängigkeit erlangte.
Die bilateralen Beziehungen begannen mit des Eröffnung von Botschaften im Jahr 1954. Im Jahr 1957 übernahm François Duvalier, 1971 gefolgt von seinem Sohn Jean-Claude, („Papa Doc“ und „Baby Doc“) die Präsidentschaft in Haiti und errichtete eine repressive Diktatur, die bis 1986 währte und der Jahre blutiger innerer Unruhen folgten. Dies führte ab 1963 dazu, dass ein massiver Migrationsdruck in Richtung Nordamerika entstand. Die französischsprachige Provinz Quebec in Kanada wurde zu einem bevorzugten Ziel der Wanderungsbewegung.
Auf die nach dem Sturz des Duvalier-Regimes in Haiti einsetzende Zeit politischer und wirtschaftlicher Turbulenzen reagierten die Vereinten Nationen wiederholt mit der Entsendung von Streitkräften, um die Lage zu stabilisieren. Die kanadische Regierung weigerte sich, die haitianischen Parlamentswahlen von 1988 anzuerkennen, bei denen es zu Gewalttätigkeiten gekommen war, die mindestens 34 Menschen das Leben kosteten, und erklärte, sie erwäge, die Entwicklungshilfe in Höhe von jährlich 15 Millionen Dollar zu kürzen.
Obwohl die bilateralen Leistungen der kanadischen Regierung stark zurückgegangen waren, erhielt Haiti weiterhin Hilfe in Form von Unterstützung für Nichtregierungsorganisationen (NROs). Während eines kurzen Zeitraums von zehn Monaten, der im Dezember 1990 begann, nahm Kanada die Hilfe in erheblichem Umfang wieder auf, nachdem Jean-Bertrand Aristide demokratisch zum Premierminister gewählt worden war und versprach, die grundlegenden Menschenrechte seines Volkes zu schützen. Die Hilfe wurde wieder eingestellt, als Aristide im darauf folgenden Jahr nach einem Staatsstreich aus dem Land floh. Kanada beschloss sogar, auch die bilaterale Hilfe durch NROs nach Aristides Flucht einzustellen, so dass in dem Karibikstaat nur noch Nahrungsmittelhilfe und Unterstützung für die Grundbedürfnisse geleistet wurde. Es folgte ein politisches Chaos. Im Juni 1993 erklärte der kanadische Premierminister Brian Mulroney gegenüber US-Präsident Bill Clinton, dass Kanada bereit sei, Truppen zu entsenden, um eine Blockade um Haiti zu errichten. Später im selben Jahr beteiligte sich Kanada an einer friedenserhaltenden Operation der Vereinten Nationen, die von September 1993 bis Juni 1996 durchgeführt wurde (Operation Uphold Democracy).
Im Februar 2004 wurde die wiederhergestellte Präsidentschaft von Jean-Bertrand Aristide erneut durch eine Rebellion beendet. Eine Multinationale Interimstruppe (MIF) wurde vom UN-Sicherheitsrat ermächtigt, sofort nach Haiti zu gehen, um den Frieden zu sichern. Von den anfänglich 2.700 Soldaten stellte Kanada 125. Bis April war das kanadische Kontingent unter der Leitung von Oberstleutnant Jim Davis auf 500 Mann angewachsen.
Die Stabilisierungsmission der Vereinten Nationen in Haiti (MINUSTAH) wurde später im Jahr 2004 als Nachfolgerin der MIF eingerichtet. Seitdem beschränkten sich die kanadischen Beiträge auf 100 Polizeibeamte und eine kleine Anzahl von Verbindungsbeamten.
Ebenfalls ab 2004 wurde im Rahmen des kanadischen Hilfsprogramms ein so genannter „whole-of-government“-Ansatz umgesetzt, der auf die Entwicklung und Unterstützung der Übergangsregierung abzielte. Mehr Geld wurde für staatliche Dienstleistungen wie öffentliche Sicherheit und Wahlprozesse ausgegeben. Im Jahr 2006 unterstützte Kanada die internationalen Bemühungen, Haiti dabei zu helfen, seinen ersten vollständigen Wahlzyklus seit Inkrafttreten der Verfassung im Jahr 1987 abzuschließen. Die kanadische Regierung stellte über die kanadische Agentur für internationale Entwicklung fast 40 Millionen Dollar für den Wahlprozess zur Verfügung, entsandte Beobachter und leistete technische Hilfe. Die kanadische Generalgouverneurin Michaelle Jean nahm als Vertreterin Kanadas an der Amtseinführung von Präsident René Préval am 14. Mai 2006 teil.

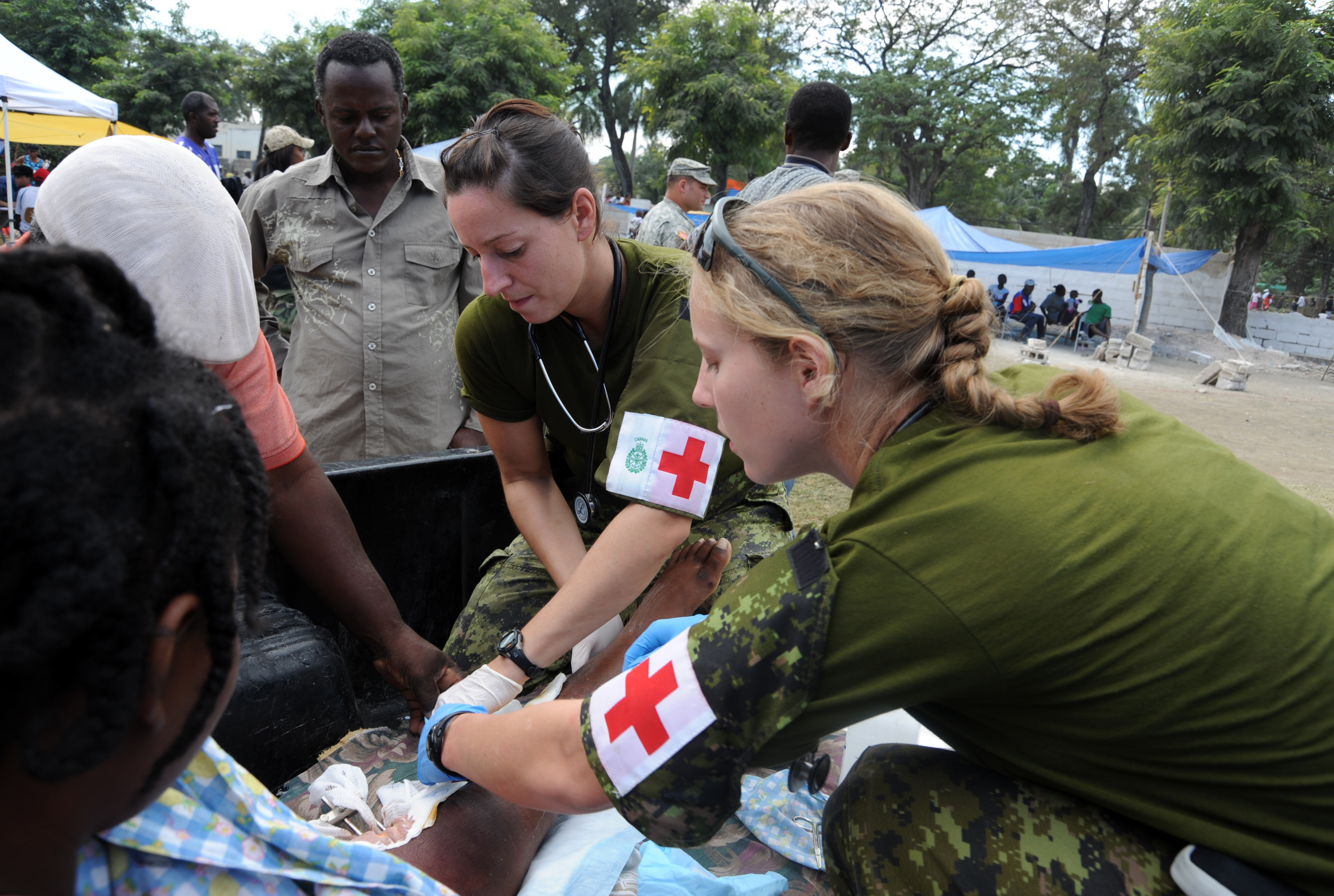
Kanadischer Verbandsplatz in Haiti nach dem Erdbeben 2010

Im Juli 2007 besuchte der kanadische Premierminister Stephen Harper Haiti und stattete unter anderem einem von Kanada finanzierten Krankenhaus im von Kriminalität geprägten Slum Cite Soleil einen Besuch ab.
Nach dem Erdbeben  in Haiti vom 12. Januar 2010 beteiligten sich die kanadischen Streitkräfte im Rahmen der „Operation Hestia“ an den humanitären Hilfsaktionen. Es handelte sich hierbei um die dreiundzwangste Hilfsoperation Kanadas in Haiti seit dem Jahr 1963, die sowohl national wie vor allem als Beteiligung an Maßnahmen der Vereinten Nationen durchgeführt wurden.
Auch die Hilfsbereitschaft der kanadischen Bevölkerung war nach dem Erdbeben von 2010 groß. Allerdings bekam die Generalgouverneurin Michaëlle Jean bei regelmäßigen Besuchen in ihrem Heimatland den Eindruck, dass die Hilfen nicht zu dem angestrebten Erfolg führten. Der kanadische Minister für Entwicklungszusammenarbeit, Julian Fantino, setzte daraufhin alle weiteren staatlichen Leistungen zeitweise aus.

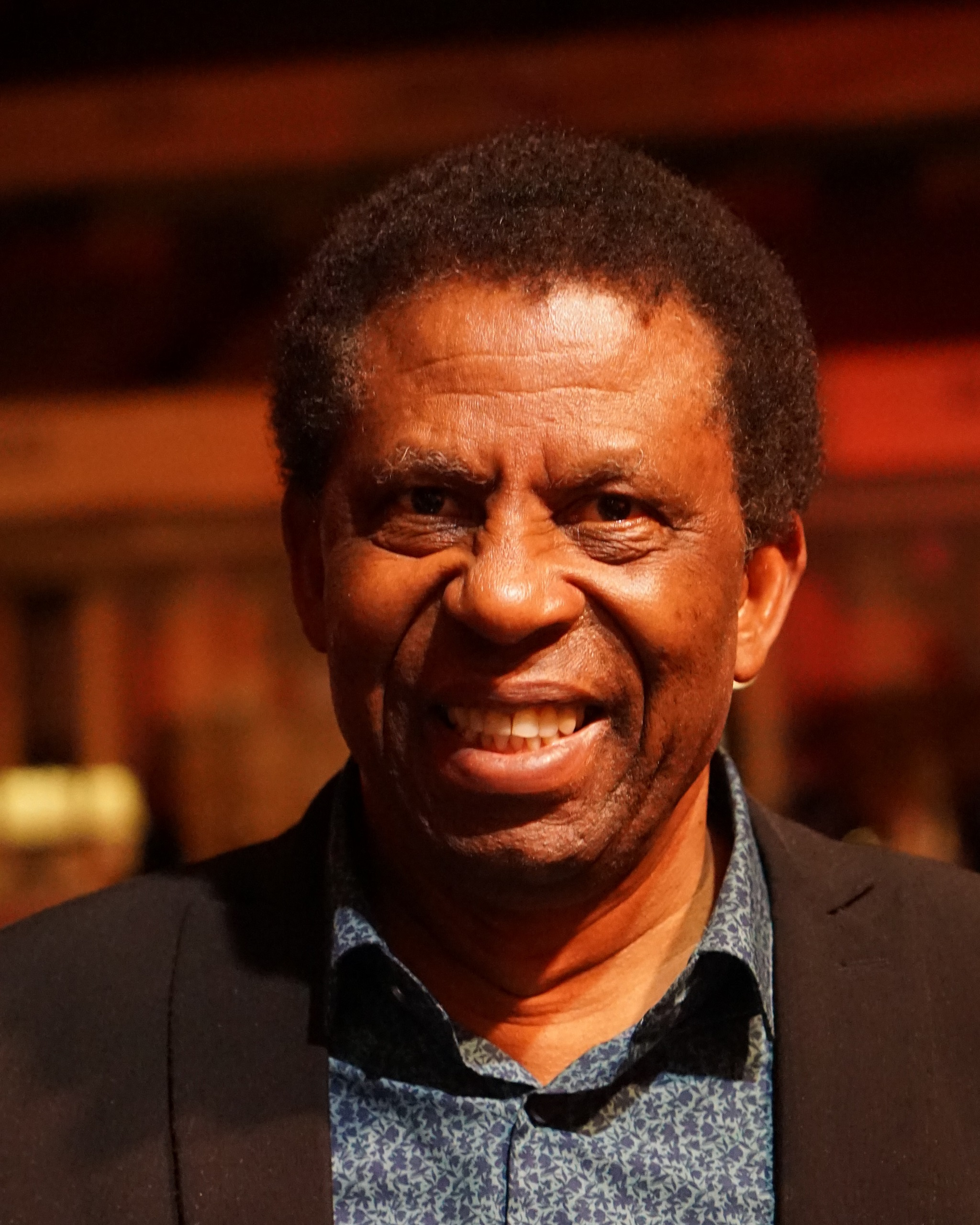
Dany Laferrière (2021)

Im Jahr 2024 wurde der aus Haiti stammende kanadische Schriftsteller und Drehbuchautor Dany Laferrière, Mitglied der Académie française, geehrt, indem ihm eine Serie kanadischer Briefmarken gewidmet wurde.

## Laufende Zusammenarbeit und Stand der Beziehungen
Bis 2024 stieg die Zahl der aus Haiti stammenden Kanadier auf rund 200.000 Personen. Die englischsprachige Wikipedia enthielt im Februar 2025 fast einhundert Artikel über haitianischstämmige Kanadier, davon 3 bildende Künstler, 41 Sportler, ein Geschäftsmann, 20 Entertainer, neun Autoren, 17 Musiker und acht Politiker (List of Haitian Canadians).
Wegen der strikten Politik des amerikanischen Präsidenten Donald Trump gegenüber illegalen Einwanderern in den Vereinigten Staaten (Beendigung des Parole-Programms), zu denen nach Schätzungen rund eine Million Haitianer gehörten, verstärkte sich Anfang des Jahres 2025 die Migrationsbewegung in Richtung Kanada. Allein am Grenzübergang Blackpool (60 km südlich von Montreal) stieg die Zahl Asylsuchender, die zum größten Teil Haitianer waren, von 755 im Februar auf 1356 im März; bis zum 6. April waren es bereits 557. Dieses Thema gewann im Wahlkampf um das Amt des kanadischen Premierministers an Bedeutung. Dabei spielte es eine Rolle, das die Vereinigten Staaten für Kanada als sicheres Herkunftsland gelten.
Angesichts der andauernden Krise in Haiti hat Kanada seit 2022 über 400 Millionen US-Dollar an internationaler Hilfe für Haiti bereitgestellt. Im Rahmen dieser finanziellen Unterstützung gehören die Stärkung des Sicherheitssektors und die Wiederherstellung der Rechtsstaatlichkeit in Haiti zu den wichtigsten Prioritäten Kanadas. Im März 2023 kündigte Kanada 100 Millionen Dollar zur direkten Unterstützung der haitianischen Nationalpolizei an. Seit Februar 2024 hat Kanada mehr als 86 Millionen Dollar zur Unterstützung des Einsatzes einer multinationalen Sicherheitsunterstützungsmission bereitgestellt.
Neben offiziellen Mitarbeitern von kanadischen Projekten der Entwicklungszusammenarbeit ist eine große Zahl von Missionaren in Haiti tätig, die vor allem in den Bereichen Gesundheit und Bildung altiv sind.
Die Krise in Haiti führte auch zu einer Reisewarnung der kanadischen Regierung für ihre Bürger. Sie rief dazu auf, alle Reisen nach Haiti aufgrund der Bedrohung durch Entführungen, Bandengewalt und mögliche Unruhen im ganzen Land zu vermeiden.
Die kanadische Regierung verhängte ein striktes Waffenembargo gegen Haiti und haitianische Staatsangehörige sowie Finanzsanktionen gegen Personen, die wegen Drogenhandel, Korruption, Amtsmissbrauch oder anderer Vergehen gesondert benannt wurden.
Nach Amtsantritt des kanadischen Premierministers Mark Carney verschlechterte sich das bilaterale Verhältnis im Jahr 2025 zusehends. Kanada lehnte es ab, dem designierten Botschafter Haitis in Ottawa das Agrément zu erteilen. Der kanadische Botschafter in Port-au-Prince machte es deutlich, dass er die Arbeit der Übergangsrats CPT nicht für zielführend hielt und boykottierte dessen Veranstaltungen. Zum kanadischen Nationalfeiertag am 1. Juli sandte Haiti im Gegenzug keine Glückwünsche.

## Offizielle Auslandsvertretungen
Die Botschaft Kanadas in Haiti liegt an der Hauptverkehrsader Route de Delmas zwischen den Seitenstraßen Delmas 75 und 71 in Port-au-Prince.
Die Botschaft Haitis in Kanada liegt in der Rue Albert, Ottawa. Ein haitianisches Generalkonsulat besteht in Montreal.